# Olga Sergejewna Kusenkowa
Olga Sergejewna Kusenkowa (russisch Ольга Сергеевна Кузенкова, engl. Transkription Olga Kuzenkova; * 4. Oktober 1970 in Smolensk) ist eine ehemalige russische Hammerwerferin. Sie war 2004 Olympiasiegerin.

## Karriere
Sie war 1997 die erste Frau, die die 70-Meter-Marke übertraf. Bei den Europameisterschaften 1998 in Budapest, den Weltmeisterschaften 1999 in Sevilla, den Olympischen Spielen 2000 in Sydney und den Weltmeisterschaften 2001 in Edmonton gewann sie Silber. Einer Goldmedaille bei den Europameisterschaften 2002 in München folgte eine weitere Silbermedaille bei den Weltmeisterschaften 2003 in Paris. Bei den Olympischen Spielen 2004 in Athen gewann sie mit 75,02 m die Goldmedaille vor den beiden Kubanerinnen Yipsi Moreno und Yunaika Crawford.
Bei den Weltmeisterschaften 2007 in Osaka scheiterte sie in der Qualifikation. Nachdem sie sich nicht für die Olympischen Spiele 2008 qualifizieren konnte, trat sie zurück.
Olga Kusenkowa hatte bei einer Größe von 1,76 m ein Wettkampfgewicht von 76 kg. Ihre Bestweite von 75,68 m erzielte sie am 4. Juni 2000 in Tula.

## Doping
Im März 2013 wurde bei einem nachträglichen Dopingtest einer Urinprobe Kusenkowas aus dem Jahr 2005 eine verbotene Substanz gefunden. Daraufhin wurde sie nachträglich von 2005 bis 2007 gesperrt und der WM-Sieg 2005 aberkannt.